# San Pablo-Santa Justa
San Pablo-Santa Justa és un dels onze districtes en què està dividida a efectes administratius la ciutat de Sevilla, capital de la comunitat autònoma d'Andalusia, a Espanya.
Està situat a l'àrea central del municipi. Limita al sud amb els districtes Nervión i Cerro-Amate; a l'est, amb el districte Este-Alcosa-Torreblanca; al nord amb els districtes Norte i Macarena; i a l'oest amb el Casco Antiguo.

## Barris
- Árbol Gordo
- La Corza
- Las Huertas
- San Carlos-Tartessos
- San José Obrero
- El Fontanal-María Auxiliadora-Carretera de Carmona
- Santa Clara
- Zodiaco
- San Pablo A y B
- San Pablo C
- San Pablo D y E
- Huerta de Santa Teresa[1]